# Luisa Meklenbursko-Střelická
Luisa Meklenbursko-Střelická (německy: Luise Auguste Wilhelmine Amalie Herzogin zu Mecklenburg-Strelitz, také Königin Luise von Preußen; 10. března 1776 Hannover – 19. července 1810 zámek Hohenzieritz, Braniborsko) byla rodem meklenburská princezna a jako manželka pruského krále Fridricha Viléma III. pruská královna.
Luisa Augusta von Mecklenburg-Strelitz se narodila 10. března roku 1776 v Hannoveru jako šesté dítě (čtvrtá z přeživších dcer) meklenburského vévody Karla II. Meklenbursko-Střelického (1741–1816) a jeho první manželky Frederiky Karoliny Luisy Hesensko-Darmstadtské (1752–1782), dcery lankraběte Jiřího Viléma Hesensko-Darmstadtského a jeho manželky Marie Luisy Albertiny z Leiningen-Dagsburg-Falkenburg. Mimo jiné byla starší sestrou hannoverské královny Frederiky Meklenbursko-Střelické a neteří britské královny Šarloty Meklenbursko-Střelické, manželky krále Jiřího III.

## Biografie

### Mládí a manželství

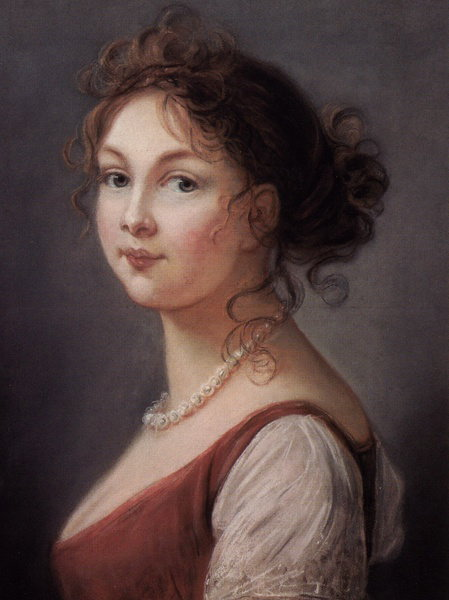
Portrét královny Luisy

Po smrti své první ženy se Luisin otec v roce 1784 podruhé oženil s Šarlotou Hesensko-Darmstadtskou, mladší sestrou své první zemřelé ženy. Toto manželství záhy skončilo Šarlotinou smrtí v prosinci roku 1785 po narození jejich jediného dítěte (Karel Meklenburský, 1785–1837). Protože se v této situaci jako vdovec necítil schopen svým dcerám poskytnout potřebnou péči a výchovu, rozhodl se její otec o pomoc požádat jejich babičku, svou tchyni, princeznu Marii Luisu Albertinu z Leiningen-Dagsburg-Falkenburg, žijící v Darmstadtu. Svěřil jí své dcery Charlottu Georginu, Terezu Matyldu, Luisu a Frederiku. Život v péči babičky a vychovatelky Salomé de Gélieu byl pro dívky šťastný.

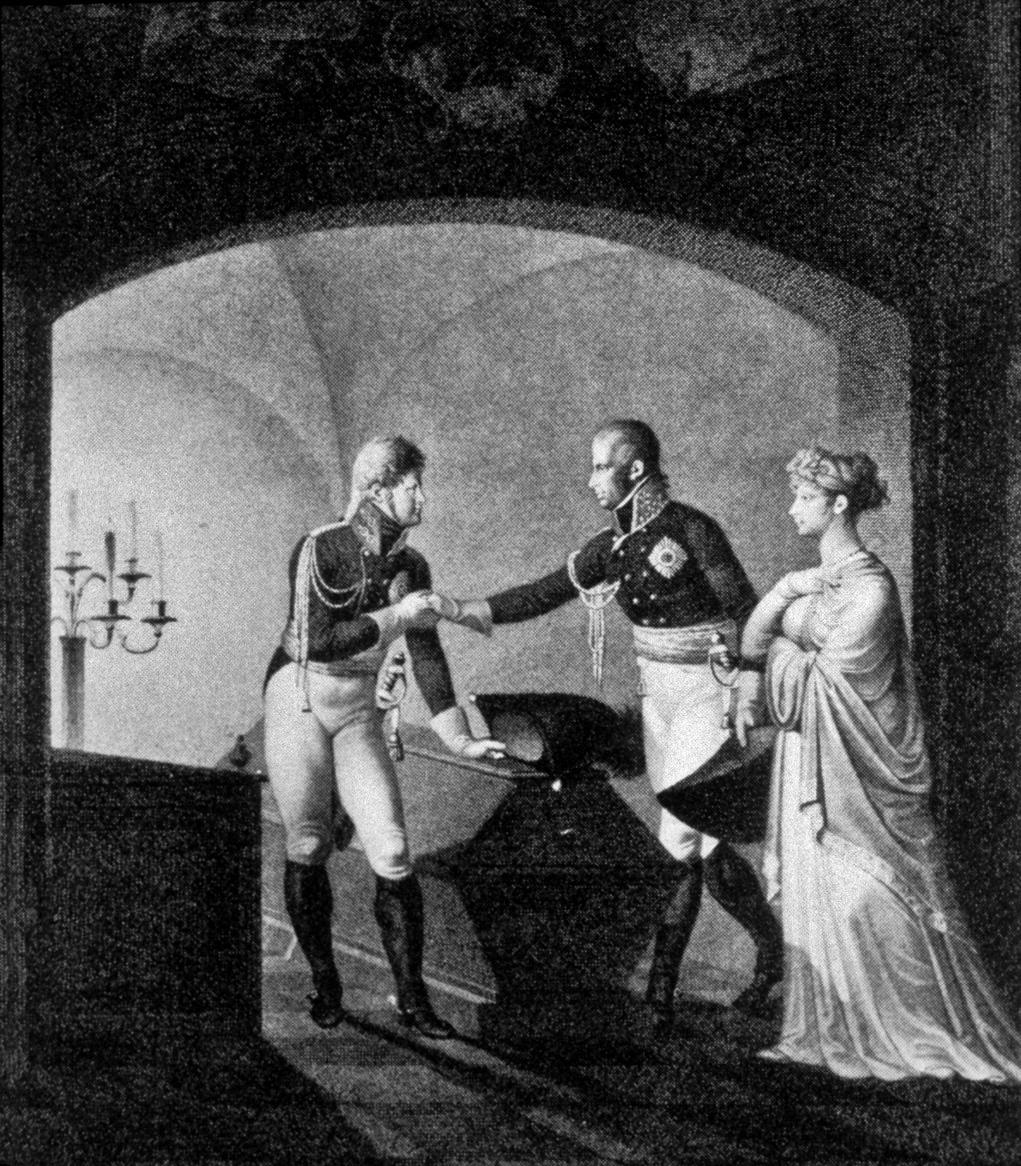
Uzavření dohody mezi Fridrichem Vilémem III. a Alexandrem I. nad sarkofágem Fridricha II. Velikého

Dne 14. března 1793 se princezny „náhodou“ setkaly v divadle ve Frankfurtu nad Mohanem s pruským králem Fridrichem Vilémem II. (1744–1797). Ten byl nadšen sličností a půvabem princezen Luisy a Frederiky. O několik týdnů později dojednal vévoda Karel s králem Fridrichem Vilémem svatební smlouvu o sňatku s jeho syny. Zasnoubení obou párů se oslavilo 24. dubna téhož roku v Darmstadtu. V prosinci roku 1793 se dívky vypravily na cestu do Berlína, kde se 24. prosince uskutečnila svatba starší princezny Luisy s pruským korunním princem Fridrichem Vilémem (1770–1840) (od roku 1797 pruského krále) a dva dny nato svatba Frederiky s jeho mladším bratrem, princem Fridrichem Ludvíkem Karlem, zvaným Luis (1773–1796). Z manželství Luisy a Fridricha Viléma vzešlo deset potomků, mezi nimi dva pruští králové.
Luisa byla krásná žena, vzdělaná, výjimečně inteligentní; měla na svého muže velký vliv, silně zapůsobila i na ruského cara Alexandra I. Byla iniciátorkou tajné prusko-ruské dohody proti Napoleonovi, uzavřené v roce 1805 v Postupimi nad sarkofágem Fridricha II. Velikého.

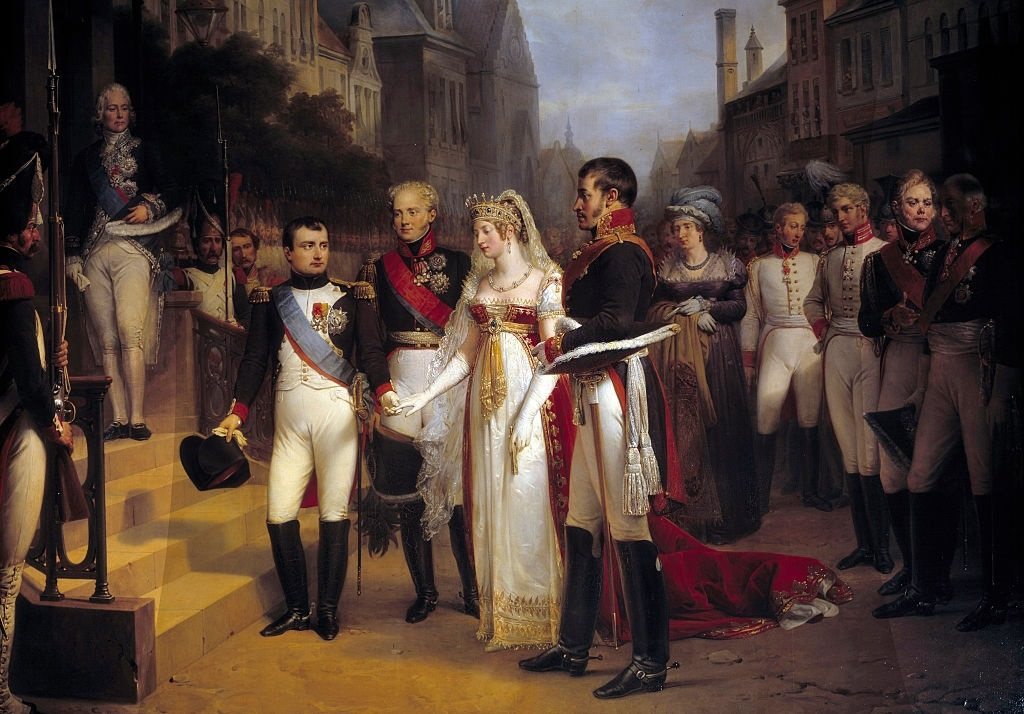
Setkání pruského královského páru a cara Alexandra I. s Napoleonem v Tylži v srpnu 1807

### Období napoleonských válek
Po demisi Karla Augusta von Hardenberga stanula v čele protifrancouzské strany, která se v roce 1806 postavila Napoleonovi. Po prohraném střetu uprchla s manželem z Berlína přes Schwedt, Štětín, Grudziądz, Osterode do Ortelsburgu, odkud se královský pár vydal 10. prosince 1806 do Královce. V lednu 1807 se Luisa v Klaipėdě setkala s ruským carem Alexandrem I. V době mírového jednání v Tylži (6.–7. srpna 1807) se pokořila před císařem Napoleonem, prosíc ho o zmírnění podmínek diktovaných poraženým Prusům v Tylžské mírové smlouvě. Nepodařilo se jí však zachránit pro Prusy strategicky důležitou pevnost v Magdeburgu.
Od ledna roku 1806 do ledna roku 1809 pobývala v Rusku. Královský pár trávil většinu času v Petrohradu, dále v Královci a Klaipėdě. V lednu roku 1809 se vrátili do Berlína, kde Luisa podporovala tajné přípravy Ferdinanda von Schilla a Gerharda von Scharnhorsta na novou válku s Francií.

### Smrt a odkaz

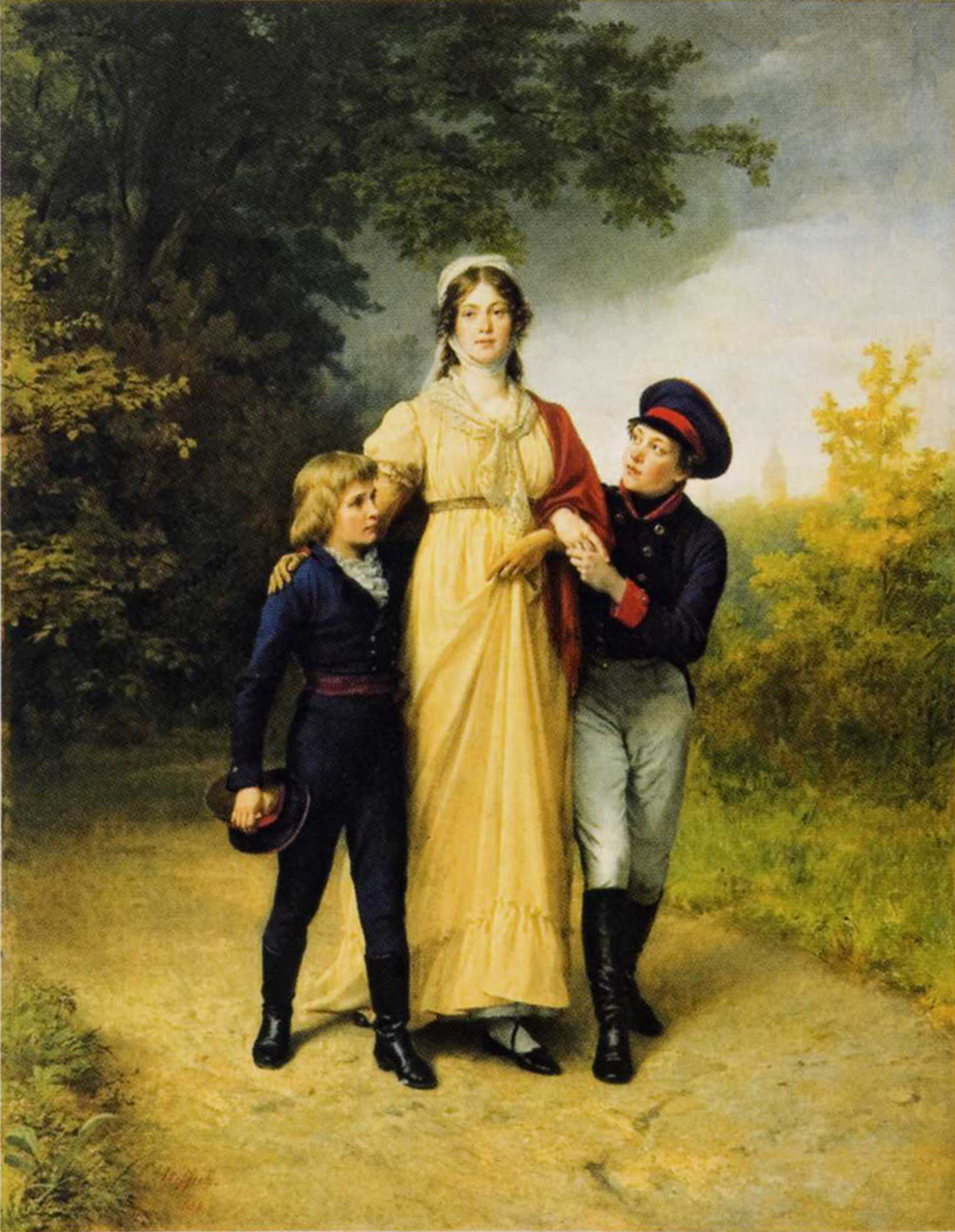
Královna Luisa se svými dvěma nejstaršími syny, pozdějšími králi Fridrichem Vilémem IV. a Vilémem I.

Luisa zemřela v 34 letech v náručí svého manžela na zápal plic a na nádor v oblasti plic a srdce dne 19. července roku 1810 na zámku Hohenzieritz v Braniborsku, v sídle svého otce, kterého sem přijela navštívit. Pochována byla v mauzoleu v Charlottenburgu. V roce 1840 byl po jejím boku pochován i její manžel.
Vlastenectví a odvaha, které projevila v průběhu napoleonských válek, jí přinesly obrovskou popularitu, slávu a respekt.
V Prusku byla královna Luisa vzorem dobročinnosti. Byla symbolem mateřství, označována jako Pruská madona (Preussische Madonna) a nazývána matkou králů. August Wilhelm Schlegel ji nazýval Královnou srdcí (Königin des Herzens).
V roce 1814 založil Fridrich Vilém III. Řád Luisin (Luiseorden), udělovaný ženám za péči o choré a nemohoucí. V tomtéž roce na její počest byla založena Luisina nadace (Luisenstift) k výchově a vzdělávání dívek. V roce 1880 byla odhalena Luisina socha v Zoologické zahradě v Berlíně.

## Potomci
1. Narozená mrtvá dcera (7. října 1794)[8]
2. Fridrich Vilém (15. října 1795 – 2. února 1861) – od roku 1840 pruský král, neuchâtelský kníže ⚭ 1823 Alžběta Ludovika Bavorská (13. listopadu 1801 – 14. prosince 1873), bavorská princezna
3. Vilém (22. března 1797 – 9. března 1888) – vévoda lauenburský, pruský král (1861–1888), první německý císař (1871–1888) ⚭ 1829 Augusta Sasko-Výmarská (30. září 1811 – 7. ledna 1890)
4. Šarlota (13. července 1798 – 1. listopadu 1860) – od roku 1817 jako manželka cara Mikuláše I. ruská carevna (známá jako Alexandra Fjodorovna),
5. Frederika (13. července 1799 – 30. března 1800)
6. Karel (29. června 1801 – 21. ledna 1883), velmistr Řádu johanitů (braniborské bailivy) ⚭ 1827 Marie Sasko-Výmarsko-Eisenašská (3. února 1808 – 18. ledna 1877)
7. Alexandra (23. února 1803 – 21. dubna 1892) ⚭ 1822 velkovévoda Pavel Fridrich Meklenbursko-Zvěřinský (15. září 1800 – 7. března 1842)
8. Ferdinand (13. prosince 1804 – 1. dubna 1806)
9. Luisa (1. února 1808 – 6. prosince 1870) ⚭ 1825 princ Frederik Nizozemský (28. února 1797 – 8. září 1881)
10. Albrecht (4. října 1809 – 14. října 1872), generálplukovník
⚭ 1830 Marianna Oranžská (9. května 1810 – 29. května 1883)
⚭ 1853 Rosalie von Rauch (29. srpna 1820 – 5. března 1879), morganatický sňatek

## Vývod z předků
|                              |                                                            |  |                                     |                                                  |  |  |  |  |  |  |  | Adolf Bedřich I. Meklenburský |
|                              |                                                            |  |                                     |                                                  |  |  |  |  |  |  |  |                               |
|                              | Adolf Fridrich II. Meklenbursko-Střelický                  |  |                                     |                                                  |  |  |  |  |  |  |  |                               |
|                              |                                                            |  |                                     |                                                  |  |  |  |  |  |  |  |                               |
|                              |                                                            |  |                                     | Marie Kateřina Brunšvicko-Dannenberská           |  |  |  |  |  |  |  |                               |
|                              |                                                            |  |                                     |                                                  |  |  |  |  |  |  |  |                               |
|                              | Karel Ludvík Fridrich Meklenbursko-Střelický               |  |                                     |                                                  |  |  |  |  |  |  |  |                               |
|                              |                                                            |  |                                     |                                                  |  |  |  |  |  |  |  |                               |
|                              |                                                            |  |                                     | Kristián Vilém I. Schwarzbursko-Sondershausenský |  |  |  |  |  |  |  |                               |
|                              |                                                            |  |                                     |                                                  |  |  |  |  |  |  |  |                               |
|                              | Kristiana Emilie Schwarzbursko-Sondershausenská            |  |                                     |                                                  |  |  |  |  |  |  |  |                               |
|                              |                                                            |  |                                     |                                                  |  |  |  |  |  |  |  |                               |
|                              |                                                            |  |                                     | Antonie Sybille of Barby-Mühlingen               |  |  |  |  |  |  |  |                               |
|                              |                                                            |  |                                     |                                                  |  |  |  |  |  |  |  |                               |
|                              | Karel II. Meklenbursko-Střelický                           |  |                                     |                                                  |  |  |  |  |  |  |  |                               |
|                              |                                                            |  |                                     |                                                  |  |  |  |  |  |  |  |                               |
|                              |                                                            |  |                                     | Arnošt Sasko-Hildburghausenský                   |  |  |  |  |  |  |  |                               |
|                              |                                                            |  |                                     |                                                  |  |  |  |  |  |  |  |                               |
|                              | Arnošt Fridrich I. Sasko-Hildburghausenský                 |  |                                     |                                                  |  |  |  |  |  |  |  |                               |
|                              |                                                            |  |                                     |                                                  |  |  |  |  |  |  |  |                               |
|                              |                                                            |  |                                     | Žofie Henrieta Waldecká                          |  |  |  |  |  |  |  |                               |
|                              |                                                            |  |                                     |                                                  |  |  |  |  |  |  |  |                               |
|                              | Alžběta Sasko-Hildburghausenská                            |  |                                     |                                                  |  |  |  |  |  |  |  |                               |
|                              |                                                            |  |                                     |                                                  |  |  |  |  |  |  |  |                               |
|                              |                                                            |  |                                     | Jiří Ludvík I. z Erbachu-Fürstenau               |  |  |  |  |  |  |  |                               |
|                              |                                                            |  |                                     |                                                  |  |  |  |  |  |  |  |                               |
|                              | Žofie Albertina z Erbachu                                  |  |                                     |                                                  |  |  |  |  |  |  |  |                               |
|                              |                                                            |  |                                     |                                                  |  |  |  |  |  |  |  |                               |
|                              |                                                            |  |                                     | Amálie Kateřina Waldecko-Eistenburská            |  |  |  |  |  |  |  |                               |
|                              |                                                            |  |                                     |                                                  |  |  |  |  |  |  |  |                               |
| Luisa Meklenbursko-Střelická |                                                            |  |                                     |                                                  |  |  |  |  |  |  |  |                               |
|                              |                                                            |  |                                     |                                                  |  |  |  |  |  |  |  |                               |
|                              |                                                            |  | Arnošt Ludvík Hesensko-Darmstadtský |                                                  |  |  |  |  |  |  |  |                               |
|                              |                                                            |  |                                     |                                                  |  |  |  |  |  |  |  |                               |
|                              | Ludvík VIII. Hesensko-Darmstadtský                         |  |                                     |                                                  |  |  |  |  |  |  |  |                               |
|                              |                                                            |  |                                     |                                                  |  |  |  |  |  |  |  |                               |
|                              |                                                            |  |                                     | Dorotea Šarlota Braniborsko-Ansbašská            |  |  |  |  |  |  |  |                               |
|                              |                                                            |  |                                     |                                                  |  |  |  |  |  |  |  |                               |
|                              | Jiří Vilém Hesensko-Darmstadtský                           |  |                                     |                                                  |  |  |  |  |  |  |  |                               |
|                              |                                                            |  |                                     |                                                  |  |  |  |  |  |  |  |                               |
|                              |                                                            |  |                                     | Jan Reinhard III. Hanavsko-Lichtenberský         |  |  |  |  |  |  |  |                               |
|                              |                                                            |  |                                     |                                                  |  |  |  |  |  |  |  |                               |
|                              | Šarlota z Hanau-Lichtenbergu                               |  |                                     |                                                  |  |  |  |  |  |  |  |                               |
|                              |                                                            |  |                                     |                                                  |  |  |  |  |  |  |  |                               |
|                              |                                                            |  |                                     | Dorotea Frederika Braniborsko-Ansbašská          |  |  |  |  |  |  |  |                               |
|                              |                                                            |  |                                     |                                                  |  |  |  |  |  |  |  |                               |
|                              | Frederika Hesensko-Darmstadtská                            |  |                                     |                                                  |  |  |  |  |  |  |  |                               |
|                              |                                                            |  |                                     |                                                  |  |  |  |  |  |  |  |                               |
|                              |                                                            |  |                                     | Jan Leiningensko-Dagsbursko-Falkenburský         |  |  |  |  |  |  |  |                               |
|                              |                                                            |  |                                     |                                                  |  |  |  |  |  |  |  |                               |
|                              | Kristián Karel Reinhard z Leiningen-Dachsburg-Falkenburg   |  |                                     |                                                  |  |  |  |  |  |  |  |                               |
|                              |                                                            |  |                                     |                                                  |  |  |  |  |  |  |  |                               |
|                              |                                                            |  |                                     | Johana Magdalena Hanavsko-Lichtenberská          |  |  |  |  |  |  |  |                               |
|                              |                                                            |  |                                     |                                                  |  |  |  |  |  |  |  |                               |
|                              | Marie Luisa Albertina Leiningensko-Falkenbursko-Dagsburská |  |                                     |                                                  |  |  |  |  |  |  |  |                               |
|                              |                                                            |  |                                     |                                                  |  |  |  |  |  |  |  |                               |
|                              |                                                            |  |                                     | Jiří Ludvík Solmsko-Rödelheimský                 |  |  |  |  |  |  |  |                               |
|                              |                                                            |  |                                     |                                                  |  |  |  |  |  |  |  |                               |
|                              | Kateřina Polyxena ze Solms-Rödelheim                       |  |                                     |                                                  |  |  |  |  |  |  |  |                               |
|                              |                                                            |  |                                     |                                                  |  |  |  |  |  |  |  |                               |
|                              |                                                            |  |                                     | Šarlota Sibyla Ahlefeldtsko-Rixingenská          |  |  |  |  |  |  |  |                               |
|                              |                                                            |  |                                     |                                                  |  |  |  |  |  |  |  |                               |